# Copa Verde 2021
La Copa Verde 2021 fue la octava (8ª) edición del torneo que reúne equipos de la región norte y la región centro-oeste incluyendo el Estado de Espírito Santo. El torneo fue organizado por la Confederación Brasileña de Fútbol, con un formato de disputa de partido único y partidos de ida y vuelta pasando solo un equipo a la siguiente fase. 
Comenzó el 13 de octubre de 2021 y finalizó el 11 de diciembre del mismo año.
La competencia contó con 24 equipos participantes, elegidos en función de su desempeño en los campeonatos estatales y su posición en el Ranking CBF. El campeón garantizó un cupo a la tercera ronda de la Copa de Brasil 2022.

## Equipos participantes

### Clasificados por campeonatos estatales
| Estado              | Club                        | Ciudad                          | Vía de clasificación                                                                           | Estadio                             | Capacidad     |
| ------------------- | --------------------------- | ------------------------------- | ---------------------------------------------------------------------------------------------- | ----------------------------------- | ------------- |
| Acre                | Galvez Atlético Acreano     | Rio Branco                      | Campeón del Campeonato Acreano 2020 Subcampeón del Campeonato Acreano 2020                     | Arena da Floresta                   | 20,000        |
| Amapá               | Ypiranga-AP                 | Macapá                          | Campeón del Campeonato Amapaense 2020                                                          | Zerão                               | 10,000        |
| Amazonas            | Penarol Manaus              | Itacoatiara Manaus              | Campeón del Campeonato Amazonense 2020 Subcampeón del Campeonato Amazonense 2020               | Floro de Mendonça Arena da Amazônia | 3,000 44,000  |
| Distrito Federal    | Gama Brasiliense            | Gama Taguatinga                 | Campeón del Campeonato Brasiliense 2020 Subcampeón del Campeonato Brasiliense 2020             | Bezerrão Serejão                    | 20,000 28,800 |
| Espírito Santo      | Rio Branco VN Rio Branco-ES | Venda Nova do Imigrante Vitória | Campeón del Campeonato Capixaba 2020 Subcampeón del Campeonato Capixaba 2020                   | Olímpio Perim Kleber Andrade        | 2,100 21,800  |
| Goiás               | Atlético Goianiense         | Goiânia                         | Campeón del Campeonato Goiano 2020                                                             | Antônio Accioly                     | 10,501        |
| Mato Grosso         | Nova Mutum                  | Nova Mutum                      | Campeón del Campeonato Matogrossense 2020                                                      | Valdir Doilho Wons                  | 1,000         |
| Mato Grosso del Sur | Águia Negra Aquidauanense   | Rio Brilhante Aquidauana        | Campeón del Campeonato Sul-Matogrossense 2020 Subcampeón del Campeonato Sul-Matogrossense 2020 | Ninho d'Águia Noroeste              | 8,000 5,000   |
| Pará                | Paysandu Castanhal          | Belém Castanhal                 | Campeón del Campeonato Paraense 2020 3º colocado del Campeonato Paraense 2020                  | Curuzu Modelão                      | 45,007 5,000  |
| Rondônia            | Porto Velho Real Ariquemes  | Porto Velho Ariquemes           | Campeón del Campeonato Rondoniense 2020 Subcampeón del Campeonato Rondoniense 2020             | Aluizão Valerião                    | 5,000         |
| Roraima             | São Raimundo-RR             | Boa Vista                       | Campeón del Campeonato Roraimense 2020                                                         | Flamarion Vasconcelos               | 5,000         |
| Tocantins           | Interporto                  | Porto Nacional                  | 3º colocado del Campeonato Tocantinense 2020                                                   | General Sampaio                     | 2,000         |

### Clasificados por Ranking de la CBF
| Estado      | Club          | Ciudad       | Vía de clasificación                         | Estadio                         | Capacidad     |
| ----------- | ------------- | ------------ | -------------------------------------------- | ------------------------------- | ------------- |
| Acre        | Rio Branco-AC | Rio Branco   | 68.º Ranking de la CBF                       | Arena Acreana                   | 20,000        |
| Amazonas    | Fast Clube    | Manaus       | 87.º Ranking de la CBF                       | Colina                          | 10,000        |
| Goiás       | Vila Nova     | Goiânia      | 34.º Ranking de la CBF                       | OBA                             | 11,788        |
| Mato Grosso | Cuiabá Sinop  | Cuiabá Sinop | 28º Ranking de la CBF 80.º Ranking de la CBF | Arena Pantanal Gigante do Norte | 44,000 13,000 |
| Pará        | Remo          | Belém        | 50.º Ranking de la CBF                       | Baenão                          | 13,792        |

## Cuadro del campeonato

### Fase preliminar
| Fechas        | Local          | Resultado      | Visita        |
| ------------- | -------------- | -------------- | ------------- |
| 13 de octubre | Galvez         | 1:1 (pen. 4:1) | Ypiranga-AP   |
| 13 de octubre | Sinop          | 0:1            | Porto Velho   |
| 13 de octubre | Real Ariquemes | 0:2            | Penarol       |
| 13 de octubre | Fast Clube     | 0:2            | Castanhal     |
| 13 de octubre | Águia Negra    | 1:3            | Nova Mutum    |
| 13 de octubre | Brasiliense    | 0:0 (pen. 5:3) | Rio Branco-ES |
| 14 de octubre | Gama           | 0:1            | Aquidauanense |
| 14 de octubre | Interporto     | 0:1            | Rio Branco VN |

### Octavos de final
| Fechas        | Local            | Resultado      | Visita        |
| ------------- | ---------------- | -------------- | ------------- |
| 19 de octubre | Remo             | 9:0            | Galvez        |
| 20 de octubre | Manaus           | 2:0            | Porto Velho   |
| 20 de octubre | Paysandu         | 6:0            | Penarol       |
| 20 de octubre | São Raimundo-RR  | 1:2            | Castanhal     |
| 20 de octubre | Cuiabá           | 0:0 (pen. 6:7) | Brasiliense   |
| 20 de octubre | Rio Branco-AC    | 1:4            | Nova Mutum    |
| 21 de octubre | Vila Nova        | 3:0            | Rio Branco VN |
| 21 de octubre | Atlético Acreano | 1:1 (pen. 4:5) | Aquidauanense |

### Cuartos de final
| Fechas                          | Local en la ida | Global         | Local en la vuelta | Ida | Vuelta |
| ------------------------------- | --------------- | -------------- | ------------------ | --- | ------ |
| 27 de octubre y 10 de noviembre | Paysandu        | 4:2            | Castanhal          | 1:1 | 3:1    |
| 28 de octubre y 3 de noviembre  | Brasiliense     | 1:1 (pen. 2:3) | Nova Mutum         | 1:0 | 0:1    |
| 28 de octubre y 4 de noviembre  | Aquidauanense   | 0:8            | Vila Nova          | 0:1 | 0:7    |
| 12 y 24 de noviembre            | Manaus          | 1:4            | Remo               | 1:1 | 0:3    |

### Semifinales
| Fechas                           | Local en la ida | Global | Local en la vuelta | Ida | Vuelta |
| -------------------------------- | --------------- | ------ | ------------------ | --- | ------ |
| 24 de noviembre y 2 de diciembre | Vila Nova       | 4:1    | Nova Mutum         | 3:0 | 1:1    |
| 1 y 4 de diciembre               | Paysandu        | 2:4    | Remo               | 2:2 | 0:2    |

### Final
| Fechas              | Local en la ida | Global         | Local en la vuelta | Ida | Vuelta |
| ------------------- | --------------- | -------------- | ------------------ | --- | ------ |
| 8 y 11 de diciembre | Vila Nova       | 0:0 (pen. 2:4) | Remo               | 0:0 | 0:0    |

## Goleadores
| Jugador          | Equipo     | Goles |
| ---------------- | ---------- | ----- |
| Neto             | Remo       | 9     |
| Pedro Junior     | Vila Nova  | 7     |
| Romário          | Nova Mutum | 4     |
| Leandro Cearense | Castanhal  | 3     |
| Wallace          | Remo       | 3     |